# 紅毛埤山
紅毛埤山，位於台灣嘉義市東區盧厝里，山頂海拔150公尺，為台灣小百岳之一。該山位於蘭潭東北側，立有二等三角點1096號。